# USS Laboon (DDG-58)
USS Laboon (DDG-58) je torpédoborec třídy Arleigh Burke Námořnictva Spojených států amerických. Je osmou postavenou jednotkou své třídy. Postaven byl v letech 1992–1995 loděnicí Bath Iron Works ve městě Bath ve státě Maine. Torpédoborec byl objednán v roce 1988, dne 23. března 1992 byla zahájena jeho stavba, hotový trup byl spuštěn na vodu 20. února 1993 a 18. března 1995 byl zařazen do služby.

## Služba
V roce 1996 byl Laboon nasazen v oblasti Perského zálivu, kde dohlížel na plnění embarga OSN vůči Iráku a 3. září téhož roku vypustil na cíle v Iráku několik střel Tomahawk. Stal se tak prvním torpédoborcem své třídy nasazeným do bojové akce.
Roku 1998 se u jugoslávského pobřeží účastnil cvičení NATO »Dynamic Response 98«, na kterém se dále podílely výsadkové lodě USS Wasp, USS Portland, USS Trenton a dvě plavidla.